# Placocheilus
Genre
Placocheilus est un genre de poissons téléostéens de la famille des Cyprinidae et de l'ordre des Cypriniformes. Le genre se rencontre en Asie orientale.

## Liste des espèces
Selon FishBase (21 septembre 2015):
- Placocheilus caudofasciatus (Pellegrin & Chevey, 1936)
- Placocheilus cryptonemus Cui & Li, 1984
- Placocheilus dulongensis Chen, Pan, Xiao & Yang, 2012
- Placocheilus robustus Zhang, He & Chen, 2002